# Bruno Sklenovský
Bruno Sklenovský (17. října 1893, Větřkovice, (okres Nový Jičín) – 1. srpna 1957, Toronto) byl příslušníkem československých legií v Rusku a po návratu do Československa se stal důstojníkem prvorepublikové československé armády. Mezi válkami prošel mnoha vysokými vojenskými funkcemi a totéž platí i o jeho působení za druhé světové války ve Velké Británii. Po návratu do Československa byla jeho vojenská kariéra ukončena přeložením do výslužby (leden 1948) a záhy po Únoru 1948 Bruno Sklenovský odešel (březen 1948) do emigrace, v důsledku čehož jej tehdejší komunistický režim degradoval (únor 1949) z generálské hodnosti do hodnosti vojína. Rehabilitace se dočkal až po sametové revoluci (v roce 1990), kdy mu byla hodnost divizního generála navrácena.

## Život

### Studia a první světová válka
Bruno Sklenovský se narodil 17. října 1893 ve Větřkovicích. Po ukončení středoškolského studia na reálném gymnáziu v Příboru v roce 1913 musel po vypuknutí první světové války narukovat do rakousko–uherské armády na ruskou frontu. Tady dosáhl ale jen hodnosti desátníka. Posledním útvarem, kde v rakousko–uherské armádě sloužil byl 100. pěší pluk. Do nepřátelského zajetí padl dne 10. srpna 1916 (Duběnko) a do řad příslušníků československých legií na Rusi se přihlásil v Šadrinsku. V československých legiích sloužil od 1. září 1916,  nejprve v hodnosti vojína u 3. československého střeleckého pluku. Od října 1918 sloužil u 1. a později 3. československého dělostřeleckého pluku. Svoji legionářskou vojenskou kariéru zakončil v hodnosti četaře  u 2. lehkého dělostřeleckého pluku. Formálně byl vyřazen z legionářské evidence 20. června 1920.

### V prvorepublikové armádě
Po návratu do Československa se Bruno Sklenovský stal důstojníkem prvorepublikové československé armády a v meziválečném období prošel řadou vojenských funkcí Nejprve sloužil u dělostřeleckého pluku 53 v Uherském Hradišti. V letech 1921 až 1922 byl na zkušené u velitelství 1. horské brigády v Ružomberku. Posluchačem Válečné školy v Praze byl Bruno Sklenovský v letech 1922 až 1923. Od října roku 1923 zastával funkci taktického pobočníka velitele dělostřelectva Zemského vojenského velitelství (ZVV) Bratislava. Na Válečnou školu v Praze se vrátil jako profesor taktiky dělostřelectva a tento předmět zde přednášel v letech 1927 až 1932. V letech 1932 až 1935 byl příslušníkem dělostřeleckého pluku 1 v Ruzyni (od října roku 1933 pluku velel). V letech 1935 až 1938 byl zaměstnán na MNO – hlavním štábu ŘOP (byl zástupcem přednosty I. oddělení), kde se věnoval plánování a řízení výstavby pohraničního opevnění Československa. Sklenovského jméno figuruje ve vnitřní organizační struktuře Ředitelství opevňovacích prací (ŘOP) v září 1938. Tehdy zastával (v hodnosti plukovníka generálního štábu) v I. oddělení (taktické) funkci velitele 4. skupiny (dělostřelecká).  Náčelníkem štábu Zemského vojenského velitelství (ZVV) Brno byl v letech 1938 až 1939. 

### Druhá světová válka
Po podepsání Mnichovské dohody (po 30. září 1938) byl plukovník generálního štábu Bruno Sklenovský členem delimitační komise (zasazoval se mimo jiné i o udržení své rodné obce Větřkovice v okleštěné republice). Po německé okupaci (15. března 1939), vyhlášení Protektorátu Čechy a Morava a rozpuštění československé armády (léto 1939) se krátce zapojil do protiněmecké rezistence.  V prosinci 1939 ale Bruno Sklenovský odešel z protektorátu do Francie a v květnu 1940 byl ustanoven velitelem dělostřelectva 1. československé divize. V rozmezí let 1940 až 1945 vykonával nejprve funkci zástupce náčelníka, od 13. ledna 1941 do 12. dubna 1945 pak funkci náčelníka štábu exilového Ministerstva národní obrany (MNO) ve Velké Británii. Ve Velké Británii pracoval ve vojenské kanceláři prezidenta dr. Edvarda Beneše, kde se pod krycím jménem „Stanislav Bosý“ podílel mimo jiné na výstavbě a přípravě československých zahraničních jednotek (zejména Československé obrněné brigády jakož i výsadků „shazovaných“ na území protektorátu).

### Po druhé světové válce
Po skončení druhé světové války zastával (od dubna 1945) nejprve funkci přednosty Československé vojenské mise ve Velké Británii (Londýn), poté (od února 1946 do října 1946) působil jako přednosta Vojenské kanceláře prezidenta republiky. V rozmezí let 1946 až 1947 byl (v hodnosti divizního generála) velitelem III. sboru československé armády v Plzni.   Do výslužby (byl penzionován) byl přeložen k 1. lednu 1948. Vývoj vnitropolitické situace v Československu po „vítězném“ Únoru 1948 jej inspiroval k emigraci (21. března 1948) do Německa,  odkud se posléze přesunul do Velké Británie. Dne 14. února 1949 byl (za opuštění republiky) ve své vlasti v nepřítomnosti degradován na vojína. Bruno Sklenovský se později usadil v kanadském Torontu. Po sametové revoluci v listopadu 1989 a pádu komunistického režimu byl Bruno Sklenovský v roce 1990 rehabilitován a byla mu navrácena hodnost divizního generála. Zemřel 1. srpna 1957 v Kanadě (Toronto).